# Fernando Bolea
Fernando Bolea Alonso (Zaragoza, 29 de mayo de 1965-Valladolid, 27 de junio de 2024) fue un balonmanista y entrenador de balonmano español. Jugaba de extremo izquierdo y el último equipo al que entrenó fue el Club Deportivo Bidasoa.

## Biografía
Bolea era un extremo izquierdo atípico, de talla fibrosa aunque corpulento gracias a sus 188 centímetros de estatura y 88 kilogramos de peso. Se crio como jugador en la cantera del colegio Corazonistas de Zaragoza y en 1984 fichó por el Michelín de Valladolid de División de Honor, donde comenzó a forjarse un nombre en la élite del balonmano español. 
Su primera convocatoria con la selección le llegó en 1989, un año antes de fichar por el Club Deportivo Bidasoa de Irún. En cinco temporadas en el club irunés conquistó la Liga ASOBAL, la Copa del Rey, la Copa ASOBAL y la Copa de Europa. Además, formó parte del equipo nacional que participó en los Juegos Olímpicos de Barcelona 1992, en los que consiguió el diploma olímpico al finalizar España en quinta posición.
En 1995, fichó por el Academia Octavio de Vigo, y una temporada más tarde recaló en las filas del VfL Hameln de la ciudad alemana de Hamelín, donde estuvo dos años. En 1999 retornó a la capital aragonesa y fichó por el Garbel Zaragoza, para vivir en primera persona la irrupción del balonmano de élite en su ciudad natal. Vivió el descenso del conjunto zaragozano de la Liga Asobal a la División de Honor B, y de la mano de la entonces presidenta del club, Olvido de Miguel, dio un giro a su carrera al aceptar el puesto de entrenador-jugador en la temporada 2001/02.
En 2003 se retiró de la práctica activa del balonmano, pero siguió entrenando al equipo. En 2005, gracias a la llegada de un nuevo patrocinador, la Caja de Ahorros de la Inmaculada, consiguió ascender a la Liga ASOBAL quedando segundo en la DHB tras la potente plantilla conformada por el Algeciras. Sin embargo, sus discrepancias con la junta directiva le hicieron dejar el club antes de que el CAI Balonmano Aragón debutase en la élite, cosa que haría en la 2005/06 con Veroljub Kosovac en el banquillo.
A su tormentosa salida del club aragonés siguió una breve etapa en el Pallamano Conversano 1973 italiano, el equipo más laureado del balonmano italiano. Allí permaneció durante un año, donde no cosechó títulos. 
En 2007 es contratado como entrenador del AD Ciudad de Guadalajara, con el que asciende a la División de Honor B en la temporada 2007/08, y posteriormente, en la temporada 2009/10 a Liga ASOBAL tras vencer al Club Balonmano Pozoblanco en los lanzamientos de siete metros de la eliminatoria por el ascenso. 
Para la temporada 2012-13 fichó por el Club Deportivo Bidasoa como entrenador, dirigiendo al conjunto guipuzcoano hasta la conclusión de la temporada 2015-16, en la que consiguió el ascenso a la Liga ASOBAL de los irundarras.
Falleció el 27 de junio de 2024 en Valladolid, víctima de una enfermedad degenerativa.
Estaba casado y tenía un hijo.

## Equipos

### Como jugador
| Periodo   | Club                     |
| --------- | ------------------------ |
| 1982–1984 | Corazonistas de Zaragoza |
| 1984–1985 | CN Helios                |
| 1985–1990 | ACD Michelín Valladolid  |
| 1990–1995 | Bidasoa Irún             |
| 1995–1997 | SD Octavio               |
| 1997–1999 | VfL Hameln               |
| 1999–2003 | Garbel Zaragoza          |

### Como entrenador
| Periodo   | Club                     |
| --------- | ------------------------ |
| 2003–2004 | Garbel Zaragoza          |
| 2004–2006 | BM Aragón                |
| 2006–2007 | Pallamano Conversano     |
| 2007–2012 | AD Ciudad de Guadalajara |
| 2012–2016 | Bidasoa Irún             |